# Christian Ernst Weiße

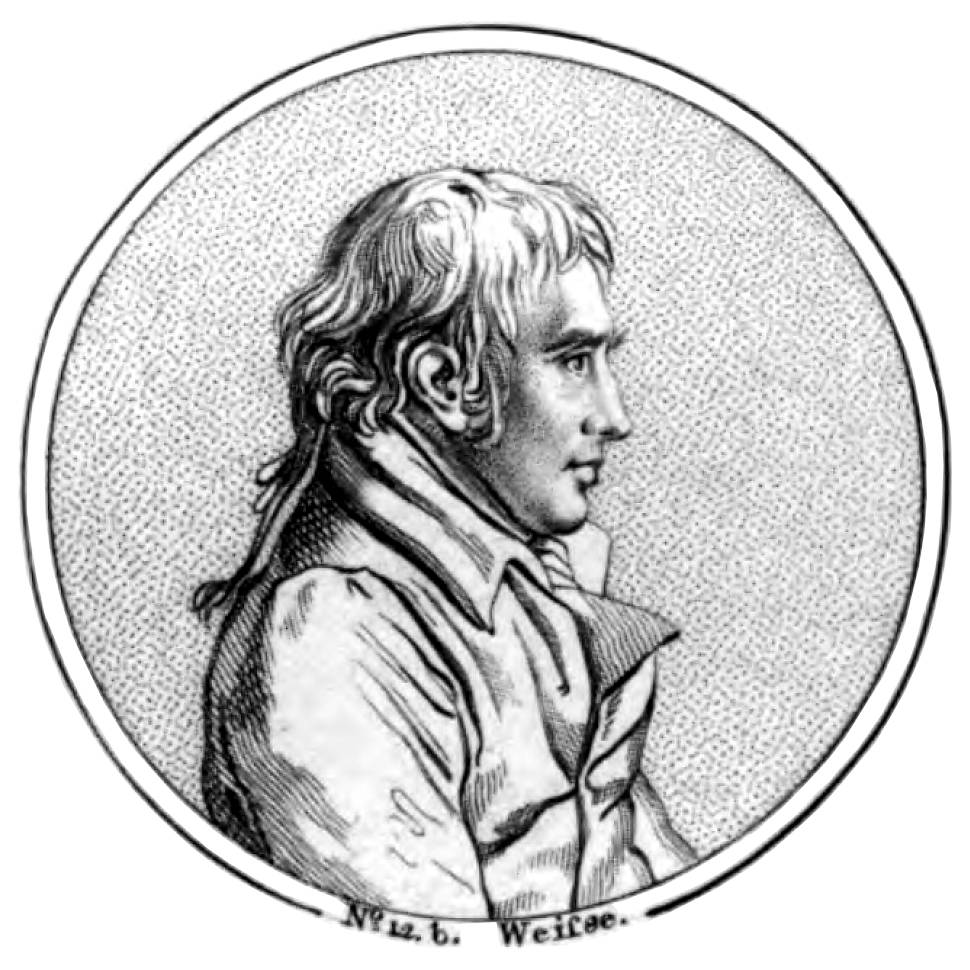
Christian Ernst Weiße

Christian Ernst Weiße (auch: Weisse; * 19. Oktober 1766 in Leipzig; † 6. September 1832 in Stötteritz) war ein deutscher Historiker und Rechtswissenschaftler.

## Leben
Christian Ernst war der Sohn des Dichters und Begründers der komischen Oper in Deutschland Christian Felix Weiße (1726–1804). Er hatte ein Studium der Rechtswissenschaften an der Universität Leipzig begonnen, wechselte 1786 an die Universität Göttingen und trat 1788 als Privatdozent wieder in Leipzig auf. Auf Kosten der sächsischen Regierung unternahm er 1790 eine Reise, wobei er sich zwei Jahre in Wetzlar, Regensburg und Wien aufhielt, um sich mit dem praktischen Staatsrecht vertraut zu machen.
Zurückgekehrt nach Leipzig, hielt er Vorlesungen zur Geschichte und zum Staatsrecht. Im März 1795 wurde er außerordentlicher Professor der Rechte, 1800 Assessor am Oberhofgericht, 1805 Professor des Lehnsrechts, 1809 Beisitzer der Juristenfakultät und 1811 ordentlicher fünfter Professor des Kriminalrechts. Er stieg 1818 zur vierten ordentlichen Professur auf. 1821 wurde er dritter Professor und damit verbunden Domherr in Naumburg. 1824 stieg er in die zweite Professur an der juristischen Fakultät auf.
Weiße hatte sich auch an den organisatorischen Aufgaben der Leipziger Hochschule beteiligt und war in den Wintersemestern 1815, 1817, 1821, 1825 und 1827 zum Rektor der Alma Mater gewählt worden. Er verstarb auf seinem Familienbesitz in Stötteritz. Weiße, der auch die Selbstbiographie seines Vaters herausgegeben hatte, erwarb sich vor allem auf dem Gebiet der sächsischen Geschichte viel Anerkennung.
Er ist der Vater des Theologen Christian Hermann Weiße (1801–1866).

## Werke (Auswahl)
- Museum für sächsische Geschichte, Literatur und Staatskunde. Leipzig 1794–96 3. Bd.
- Neues Museum für sächsische Geschichte, Literatur und Staatskunde. Freiberg 1800–1806 4. Bd
- Ueber die Säcularisation deutscher geistlicher Reichsländer in Rücksicht auf Gesetz und Staatsrecht. Leipzig 1798
- Geschichte der Chursächsischen Staaten. Leipzig 1802–1806, 4. Bd.
- Neueste Geschichte des Königreichs Sachsen seit dem Prager Frieden bis auf unsere Zeiten. Leipzig 1808–1812, 3. Bd.
- Einleitung in das gemeine deutsche Privatrecht. Leipzig 1817, 1832
- Lehrbuch des sächsischen Staatsrechts. Leipzig 1824–1827, 2. Bd.